# Фредерік Петі
Фредерік Петі (народився 10 лютого 1961 року в Марселі, Буш-дю-Рон ) — французький інженер і політик . Він належить до Демократичного руху . З 19 червня 2017 року є членом Національних зборів Франції, де представляє сьомий виборчий округ для французів, які проживають за кордоном (Німеччина, Центральна Європа та Балкани ).  Спікер Форуму Вільних Народів Постросії.

## Основна інформація
Петі отримав ступінь інженера-еколога в Національному політехнічному інституті Лотарингії (ENSGSI та ENS de géologie). Вивчав історію, сучасну літературу та музикознавство в Університеті Поля Верлена – Мец, а також отримав диплом DUT з управління бізнесом та адміністрацією. Він інженер, а також медіатор, член Національної палати практикуючих медіаторів. Є власником патенту на балансування великих міських теплових мереж (INPI)

## Біографія
Петі народився в 1961 році в Марселі в сім'ї інженера та вчительки англійської мови. Він виріс у Лотарингії, куди його батько приїхав працювати в металургійній промисловості . Він відвідував ліцей Шумана, потім вступив до ліцею Фабера для вивчення вищої математики.
У вересні 1982 він пройшов 16-місячну державну службу в Камеруні, а після повернення  працював над соціальним проектом у Борні ZUP у Меці . Одинадцять років пропрацював директором дирекції соціального центру «Борні»..
У 1994 році він став директором міжкультурного центру Bévoye, транскордонного досвіду для молодих європейців.
У 1998 році він приєднався до Compagnie générale de chauffe, попередника групи Veolia Énergie, яка в 2000 році запропонувала йому можливість переїхати до Центральної Європи ( Литва, а потім Польща), де на той час група активно розвивалася.
З 2005 по 2009 рік керував Onyx Polska (Veolia Environnement). Його обрали президентом польської спілки роботодавців у сфері поводження з відходами і на цій посаді він брав участь у роботі польського парламенту .
У 2009 та 2010 роках він працював на позаштатній основі, виконуючи широкий спектр інженерних завдань та завдань з управління перехідним періодом у Європі (уловлювання метану на старих шахтах Донбасу, консультації польського депутата Європарламенту для Cop 15, аудит тепломереж у Східна Європа тощо).
У серпні 2010 року група будівельних і громадських робіт BTP Consolis (Bonna Sabla) попросила його поїхати до Єгипту, спочатку для відновлення її єгипетської дочірньої компанії, а потім для досягнення цілей, які швидко стали менш амбітними в економічному плані після Арабської весни . Через п'ять років він повернувся до Польщі для групи Consolis, щоб створити "Consolis Central Europe". Він керує цією компанією та її дочірніми компаніями (Румунія, Угорщина, Литва, Польща, Чехія, Сербія, Україна ). Залишив групу Consolis у серпні 2016 року.

## Політична кар'єра

### Місцевий мандат
Петі був заступником мера Мейзері ( Мозель, 70 жителів) з 1995 по 2001 рік.

### Вибори до парламенту 2017 року
У 2017 році Петі був активним членом Федерації французів, які проживають за кордоном, Демократичного руху (MoDem). Його висувають як кандидата згідно з угодами між La République en marche та MoDem під час парламентських виборів у Сьомому виборчому окрузі для жителів Франції за кордоном .  Він переміг у другому турі проти депутата-соціаліста П’єра-Іва Ле Борня, який покинув парламент, отримавши майже 63% голосів. 

### Депутат 15-го парламенту
У Національних зборах Франції Фредерік Петі є членом MoDem і Комітету у закордонних справах Національних зборів. 
У цьому комітеті він відповідає за щорічний бюджетний звіт про французьку культурну дипломатію та вплив   , який включає, зокрема, кредити Агентства французької освіти за кордоном, Французького інституту, Atout France або Campus Франція. У 2019 році він був призначений співдоповідачем інформаційної місії «Зміна клімату та конфлікти»    і здійснив свою першу поїздку до Бангладеш з 9 по 13 грудня 2019 року,   один з країни, які найбільше постраждали від зміни клімату . З цієї нагоди він зустрінеться з багатьма представниками уряду, науковцями та членами неурядових організацій, у тому числі з лауреатом Нобелівської премії миру 2006 року Мухаммадом Юнусом . Він представить свою доповідь у комітеті разом зі своїм колегою та співдоповідачем Аленом Давидом 27 січня 2021 року  
25 березня 2019 року після її установчого засідання в Парижі Фредерік Петі приєднався до Франко-німецької парламентської асамблеї, а потім був призначений членом її бюро під час четвертої сесії 21 і 22 вересня 2020 року.    В рамках цієї Асамблеї він є членом робочих груп «Штучний інтелект і руйнівні інновації» та «Зовнішня та оборонна політика».
У грудні 2020 року він був призначений членом Спеціального комітету, відповідального за розгляд законопроекту про закріплення поваги до принципів Республіки. 
5 січня 2022 року він представив Комітету у закордонних справах інформаційний звіт про проект договору про цілі та засоби (COM) між державою та Агентством французької освіти за кордоном .   
17 січня 2022  він представив пропозицію резолюції, в якій закликав Національні збори Франції засудити нелегітимний режим Олександра Лукашенка .  Цей текст пропонує депутатам засудити репресії, акти режиму та викрадення літака Ryanair у травні 2021 року. Він також вимагає звільнити понад 1000 політичних в'язнів і засуджує використання мігрантів як зброї дестабілізації Європейського Союзу. Він вимагає проведення нових виборів під егідою ОБСЄ і передбачає створення дослідницької групи між французькими парламентаріями та представниками демократичної Білорусі в екзилі.  Його постанова була прийнята одноголосно.  

### Європейська демократична партія
У травні 2021 року Фредерік Петі був призначений заступником генерального секретаря Європейської демократичної партії .   

## Резюме повноважень
- Член парламенту сьомого виборчого округу для мешканців Франції за кордоном ( Німеччина, Центральна Європа та Балкани ) у 15-му парламенті

## Поточні посади в Національних зборах
- Член комітету у закордонних справах [7]
- Член Бюро Франко-німецької парламентської асамблеї [18] [19] [20]
- Президент групи дружби Франція-Польща [32]
- Віце-президент групи дружби Франція-Німеччина [33]
- Віце-президент делегації Франції в Парламентській асамблеї Ради Європи [34]
- Член делегації Франції в Парламентській асамблеї Організації з безпеки та співробітництва в Європі [35]